# Philipp Wilhelm Wirtgen
Philipp Wilhelm Wirtgen (Neuwied, 4 de diciembre de 1806 - 7 de septiembre de 1870) fue un botánico y maestro alemán.
Fue docente en Remagen, Winningen y en 1831 en Coblenza. Junto al botánico Theodor F. L. Nees von Esenbeck (1787-1837), fue cofundador de la Botanischer Verein am Mittel- und Niederrhein (Asociación Botánica del Medio y Bajo Rhin).
Wirtgen se especializa en el estudio de la flora de Renania, obrando grandemente en Fitogeografía, Taxonomía y florística en el campo de la Botánica. Además de sus abundantes publicaciones, en 1857 publica una flora de la provincia de Renania, Flora der preußischen Rheinprovinz und der zunächst angränzenden Gegenden, y el tratado Neuwied und seine Umgebung (Neuwied y su ambiente).

## Honores
El género botánico Wirtgenia Nees ex Döll 1877 de la familia de Poaceae se nombró en su honor.
- La abreviatura «Wirtg.» se emplea para indicar a Philipp Wilhelm Wirtgen como autoridad en la descripción y clasificación científica de los vegetales.[1]